# 郡山カルチャーパーク
郡山カルチャーパーク（こおりやまカルチャーパーク）は、福島県郡山市安積町成田にあるレジャー施設である。

## 概要
園内には、ドリームランド（遊園地）、プールやカルチャーセンターなどがある。2014年（平成26年）度の入場者数は957,026人。
2024年4月1日から3年間の契約で福島県郡山市に本社を置く化学製品製造企業のAGCエレクトロニクスが命名権を取得し、愛称がAGCエレクトロニクス郡山カルチャーパークとなっている。

## 施設概要

### ドリームランド
観覧車や絶叫マシンなどがある遊園地。
- 園内施設
  - 観覧車（高さ30 m）
  - ジェットコースター（全長700 m）
  - グレートポセイドン（バイキング）
  - チェーンタワー
  - パラトルーパー
  - コーヒーカップ
  - ゴーカート
  - サイクルモノレール
  - メリーゴーラウンド
  - 豆汽車
  - ミラーハウス
  - 屋内子どもの遊び場[3]
  - その他、わんぱく広場など
- 開園時間
  - 9:30 - 16:30
  - ゴールデンウィークと夏休みは9:30 - 17:00
- 休園日
  - 毎週月曜日（夏休み期間を除く。祝日の場合は翌日休園）
  - 12月1日 - 翌年3月14日
- 料金
  - 入場無料
  - 乗り物は別途、100円から310円。

### プール

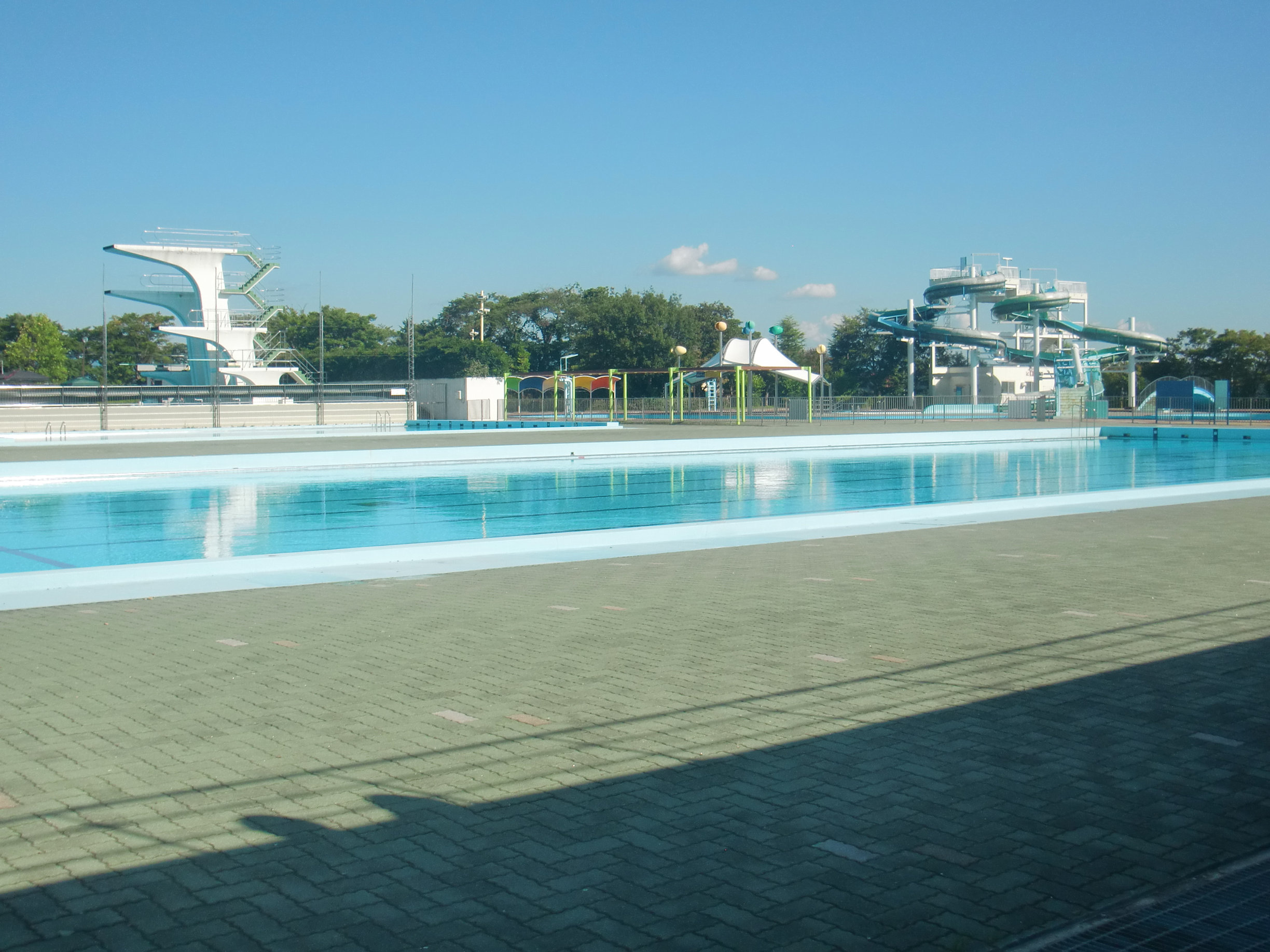
カルチャーパーク内のプール

流水プールやウォータースライダーなどのレジャー用プールだけでなく、競技用の50mプールや飛び込み用プールも備えた屋外プール。1995年（平成7年）のふくしま国体では水泳の会場となった。
- 施設
  - 幼児プール
  - 流水プール
  - ウォータースライダー（高さ11.61 m、長さ96.5 mと、高さ10.61 m、長さ79.5 mのものがある）
  - 25mプール（競泳7コース）
  - 50mプール（競泳8コース）
  - 飛び込みプール（10m 、7.5 m、5 m、3 m、1 m、一般利用者は利用不可）
- 開園時間
  - 9:30 - 16:30
  - 夏休みは9:30 - 17:00
- 営業期間
  - 7月 - 8月（夏休み期間以外は、毎週月曜日休園）
- 料金
  - 大人300円、子供150円。

### カルチャーセンター
文化系のサークル活動、教室等に使える会議室や軽スポーツ用のアリーナ等からなる文化施設。ドリームランドの冬季休業期間も含めて通年利用可能。
- アリーナ
  - バスケットボール、バドミントン、卓球ができるが、道具の貸し出しはない。
  - 個人使用の場合、料金100円。
- 会議室
  - 料金は1030円 - 。
- 工作室
  - 料金は820円 - 。
- 和室
  - 料金は410円 - 。
- 利用時間
  - 9:00 - 21:00
- 休館日
  - 毎週月曜日（夏休み期間を除く。祝日の場合は翌日休館）
  - 12月28日 - 翌年1月4日

## のりものにおける事故
2004年（平成16年）8月31日
ジェットコースターにて、朝の始業点検中のためコースターに乗車していた保守会社（JR東日本系列の設備保守会社）の男性作業員が、走行中の先頭車両からレール脇の点検用通路に投げ出され、頭や胸を強く打つなどして死亡。安全ベルトを締めていなかった模様。
2012年（平成24年）9月8日
ジェットコースターにて、営業時間内にコースターを停止させチェーンの油をさす点検中、運転を担当する女性従業員のミスでコースターを動かしてしまい、点検をしていた男性作業員（保守業務を受託していた福島県中央メンテナンス協同組合所属）は出発場所から約50メートルの地点で、コースターと軌道の間に挟まれた。男性従業員は救出作業中に出血性ショックで死亡した。乗車していた3人の小学生は怪我なし。福島県警郡山署は業務上過失致死の疑いで捜査。点検中は操作盤に札を掲出し、鍵を作業員が携行するルールになっていたが実施されていなかったこと、作業は2人以上で行うこととなっていたが、守られていなかったことが判明している。

## イベント

### あさか野夏まつり花火大会
毎年8月14日、郡山カルチャーパークにてあさか野夏まつり花火大会が開催されている。花火は付近の田園の中での約1万発打ち上げられる。
2020年（令和2年）は新型コロナウイルス感染拡大の影響で中止となった。

## 交通
JR郡山駅7番バス乗り場より福島交通バス山根町経由カルチャーパーク行で終点下車（土日祝日かつドリームランド開園日のみの運行）。
JR郡山駅2番バス乗り場より福島交通バス長沼行または下守屋行で「ドリームランド南口」下車、徒歩で約8分（平日休日とも運行あり）。
自動車は、東北自動車道郡山南ICから福島県道47号郡山長沼線を市内方面へ約1.5 km。